# جان فان أكين
جان بول فان أكين (بالألمانية: Jan Paul van Aken)‏ هو عالم أحياء وسياسي ألماني ولد في 1 مايو 1961. وهو زعيم مشارك لحزب اليسار منذ أكتوبر 2024. كان عضوًا في البوندستاغ الألماني من عام 2009 إلى عام 2017.
وهو عضو في لجنة الشؤون الخارجية واللجنة الفرعية لنزع السلاح ومراقبة الأسلحة ومنع الانتشار في البوندستاغ الألماني. دخل جان فان أكين البرلمان الألماني في عام 2009 بعد إدراجه في القوائم الانتخابية لحزب اليسار في هامبورغ.  كما ترأس الكتلة البرلمانية لحزب اليسار بين عامي 2009 و2011.